# Sony Pictures Animation
Sony Pictures Animation ist ein auf Computeranimation und 2D-Animation spezialisiertes Tochterunternehmen von Sony Pictures Entertainment mit Sitz in Culver City, Kalifornien.

## Geschichte
Sony Pictures Animation wurde aufgrund des Erfolgs des von Imageworks produzierten animierten Kurzfilms Die ChubbChubbs! gegründet. Kinoproduktionen des Unternehmens werden von Columbia Pictures verliehen, während Direct-to-Video-Veröffentlichungen von Sony Pictures Home Entertainment vertrieben werden.
Der erste Spielfilm des Unternehmens, Jagdfieber, wurde im September 2006 veröffentlicht. Sein größter Erfolg war der Film Spider-Man: A New Universe, der im Dezember 2018 in die deutschen Kinos kam und unter anderem einen Oscar sowie einen Golden Globe als bester Animationsfilm gewinnen konnte.

## Filme

### Spielfilme
- 2006: Jagdfieber (Open Season)
- 2006: Monster House
- 2007: Könige der Wellen (Surf’s Up)
- 2008: Jagdfieber 2 (Open Season 2)
- 2009: Planet 51
- 2009: Wolkig mit Aussicht auf Fleischbällchen (Cloudy with a Chance of Meatballs)
- 2010: Jagdfieber 3 (Open Season 3)
- 2011: Die Schlümpfe (The Smurfs)
- 2011: Arthur Weihnachtsmann (Arthur Christmas)
- 2012: Die Piraten! – Ein Haufen merkwürdiger Typen (The Pirates! Band of Misfits)
- 2012: Hotel Transsilvanien (Hotel Transylvania)
- 2013: Die Schlümpfe 2 (The Smurfs 2)
- 2013: Wolkig mit Aussicht auf Fleischbällchen 2 (Cloudy With a Chance of Meatballs 2)
- 2015: Hotel Transsilvanien 2 (Hotel Transylvania 2)
- 2015: Gänsehaut (Goosebumps)
- 2015: Jagdfieber 4: Ungebetene Besucher (Open Season: Scared Silly)
- 2016: Sausage Party – Es geht um die Wurst (Sausage Party)
- 2016: Angry Birds – Der Film (The Angry Birds Movie)
- 2016: Könige der Wellen 2 - WaveMania (Surf's Up 2: WaveMania)
- 2017: Die Schlümpfe – Das verlorene Dorf (Smurfs: The Lost Village)
- 2017: Emoji – Der Film (The Emoji Movie)
- 2017: Bo und der Weihnachtsstern (The Star)
- 2018: Peter Hase (Peter Rabbit)
- 2018: Hotel Transsilvanien 3 – Ein Monster Urlaub (Hotel Transylvania 3: Summer Vacation)
- 2018: Gänsehaut 2 – Gruseliges Halloween (Goosebumps 2: Haunted Halloween)
- 2018: Spider-Man: A New Universe (Spider-Man: Into the Spider-Verse)
- 2019: Angry Birds 2 – Der Film (The Angry Birds Movie 2)
- 2021: Die Mitchells gegen die Maschinen (The Mitchells vs. the Machines)
- 2021: Der Wunschdrache (Wish Dragon)
- 2021: Vivo – Voller Leben (Vivo)
- 2021: Peter Hase 2 - Ein Hase macht sich vom Acker (Peter Rabbit 2: The Runaway)
- 2022: Hotel Transsilvanien – Eine Monster Verwandlung (Hotel Transylvania: Transformania)
- 2023: Spider-Man: Across the Spider-Verse
- 2025: KPop Demon Hunters
- 2025: Fixed

Quelle IMDb:

### Kurzfilme
- 2002: Die Chubbchubbs! (The ChubbChubbs!)
- 2005: Early Bloomer
- 2007: Boogs & Elliots nächtlicher Raubzug (Boog and Elliot’s Midnight Bun Run)
- 2007: The ChubbChubbs Save Xmas
- 2011: Die Schlümpfe - Eine schlumpfige Weihnachtsgeschichte (The Smurfs: A Christmas Carol)
- 2012: Du Willst Also Pirat Werden! (So You Want to Be a Pirate!)
- 2012: Gute Nacht Mr. Foot (Goodnight Mr. Foot)
- 2013: Die Schlümpfe: Smurfy Hollow - Eine schön schaurige Schlumpfgeschichte (The Smurfs: The Legend of Smurfy Hollow)
- 2013: Super Manny
- 2013: Pfadfinder Earl (Earl Scouts)
- 2014: Steves erstes Bad (Steve's First Bath)
- 2014: Angriff des Riesengummibärs (Attack of the 50-Foot Gummi Bear)
- 2017: Puppy!
- 2018: Peter Hase - Der Kurzfilm mit Flopsi, Mopsi und Wuschelpuschel (Flopsy Turvy)
- 2019: Peter Porker, der spektakuläre Spider-Ham (Spider-Ham: Caught in a Ham)
- 2019: Hair Love
- 2019: Livestream (Live Stream)
- 2021: Monster Haustiere - Ein Hotel Transsilvanien Kurzfilm (Monster Pets)
- 2021: Dog Cop 7: Das letzte Kapitel (Dog Cop 7: The Final Chapter)
- 2024: The Spider Within: A Spider-Verse Story